# Frumales
Frumales is een gemeente in de Spaanse provincie Segovia in de regio Castilië en León met een oppervlakte van 27,66 km². Frumales telt 119 inwoners (1 januari 2016).

## Demografische ontwikkeling
Bron: INE, 1857-2011: volkstellingen
Opm.: Van 1857 tot 1930 maakte Perosillo deel uit van Frumales